# Taringa oleica
Taringa oleica is een slakkensoort uit de familie van de Discodorididae. De wetenschappelijke naam van de soort is voor het eerst geldig gepubliceerd in 1982 door Ortea, Perez & Llera.